# None More Black
None More Black ist eine Punk spielende US-Band aus New Jersey.

## Geschichte
Gegründet wurde die Band im Jahr 2000 von Jason Shevchuk, dem ehemaligen Sänger von Kid Dynamite. Sie waren zuletzt bei dem Independent-Label Fat Wreck Chords unter Vertrag. Es wurden zwei EPs und drei Studioalben veröffentlicht.
Die Band gab am 3. Februar 2007 ohne Angabe von Gründen ihre Auflösung bekannt. Jason Shevchuck startete ein Soloprojekt namens OnGuard. Ein weiteres Projekt namens LaGrecia startete er Mitte des Jahres 2007. Auch Colin McGinniss und Paul Delaney gründeten eine neue Band namens Ram & Ox.
Ab 2009 war die Band mit neuem Schlagzeuger (Richard Minino) wieder auf Tour. 2010 erschien ihr drittes Studioalbum Icons auf Fat Wreck Chords.

### Letzte Besetzung
- Jason Shevchuk – Gesang, Gitarre
- Colin McGinniss – Gitarre
- Paul Delaney – Bass
- Richard Minino – Schlagzeug

### Frühere Bandmitglieder
- Jeff Shevchuk – Gitarre
- Mike McEvoy – Schlagzeug
- David Wagenschutz – Schlagzeug
- Jared Shavelson – Schlagzeug

## Stil
Der Sound von None More Black erinnert an The Lawrence Arms, Dag Nasty und Minor Threat.

## Diskografie (Auszug)
- 2001: None More Black (EP, Sub-Division)
- 2003: File Under Black (Fat Wreck Chords)
- 2004: Load About Loathing (EP, Sabot Productions)
- 2006: This Is Satire (Fat Wreck Chords)
- 2010: Icons (Fat Wreck Chords)